# Paul-Émile Javary
Jean, Baptiste, Paul-Émile Javary (1866-1945) est un ingénieur français et dirigeant d'entreprises, notamment la Compagnie des chemins de fer du Nord. Son nom reste attaché à la mobilisation du réseau pendant la Première Guerre mondiale, puis à sa reconstruction et sa réorganisation, y compris dans une dimension sociale.

## Biographie
Paul-Émile Javary nait à Paris 7e le 31 mars 1866.
Il entre à l'École polytechnique en 1885 et en sort 4e de sa promotion, puis intègre l'École des Ponts et chaussée dont il sort major en 1890.
Il entre en 1897 à la Compagnie du chemin de fer du Nord en tant qu'ingénieur en chef, et devient le collaborateur d'Albert Sartiaux alors ingénieur en chef de l'exploitation. En 1917, en pleine guerre, la santé déclinante d'Albert Sartiaux oblige ce dernier à se retirer. Paul-Émile Javary le remplace et prend le poste d'ingénieur en chef de l'exploitation. Il devient ainsi le directeur de l'exploitation de la Compagnie.
Le réseau subissant, sans cesse, les attaques de l'armée adverse, Paul-Émile Javary trouve et applique les solutions propres au rétablissement de l'exploitation afin d'assurer un appui décisif à l'armée française ; sa présence fréquente aux points les plus menacés lui permet de réagir instantanément et de s'assurer du moral du personnel. En 1918, il est ainsi promu commandeur de la Légion d'honneur au titre militaire et décoré de la Croix de guerre avec citation à l'ordre de l'armée.
Au sortir du conflit, le réseau est aux deux tiers détruit. Paul-Émile Javary y voit l'opportunité, non de reconstruire à l'identique, mais d'imaginer un nouveau réseau moderne, performant, et plus social, tourné vers l'avenir. En quelques semaines, l'exploitation reprend. Et en trois ans, les voies, les ponts, les gares sont reconstruites, les méthodes et l'organisation du travail sont revues, les cités-jardins conçues par Raoul Dautry, son collaborateur, sortent de terre et leur organisation est laissée à des comités de gestion constituées par les habitants de la cité,. Cela lui vaut en 1923, la promotion au grade de grand-officier de la Légion d'honneur puis la création, pour lui, du titre de directeur de l'exploitation de la compagnie.
À la faveur du développement économique, Paul-Émile Javary veut ouvrir le réseau du Nord au trafic international et développe de manière déterminante le port de Dunkerque ; à ce titre, il participe à la création de la société anonyme de gérance et d'armement (SAGA).
Il part en retraite le 1er janvier 1934 avec le titre de directeur honoraire.
En plus de ses responsabilités au sein de la Compagnie du chemin de fer du Nord, Paul-Émile Javary aura exercé les mandats de président des Hauts-fourneaux de la Chiers et de la Société des automobiles UNIC, d’administrateur-délégué de la Compagnie des chemins de fer sous-marins entre la France et l’Angleterre, d’administrateur de la Société de transports et entrepôts frigorifiques (STEFF), de la société Le Nickel, des Forges et chantiers de la Méditerranée, et des Consommateurs de pétrole,.
Paul-Émile Javary s'éteint à Montmorency (Val-d'Oise), le 12 juin 1945.

## Famille
Paul-Émile Javary est le fils d'Adrien Javary (1834-1913), polytechnicien, officier du Génie, mathématicien, photographe et plaisancier, officier de la Légion d'honneur, et de Julie Verdot (1844-1913).
Il épouse en premières noces, en 1895, Constance Taratte (1873-1910), fille de Ferdinand Taratte (1835-1882), polytechnicien, ingénieur en chef des Pont-et-Chaussées, chevalier de la Légion d'honneur, et de Léonie Baillard (1842-1921), avec qui il aura deux enfants. Il épouse en secondes noces, en 1918, Thérèse Pralon (1872-1923), fille de Sosthène Pralon (1830-1911), banquier, et d'Henriette Goguyer-Deschaumes (née en 1842), sans postérité.
Son environnement familial est fait de polytechniciens, comme son père, son beau-père ou son fils ; d’universitaires, comme, notamment, son grand-père maternel, Jean-Maurice Verdot (1807-1871), normalien, membre du Conseil supérieur de l’Instruction publique, officier de la Légion d’honneur, et deux académiciens, son oncle, Louis Troost (1825-1911), chimiste, et son beau-frère Maurice Holleaux (1861-1932), archéologue. Par son deuxième mariage, son entourage s’ouvre au monde de la banque et de l’industrie, notamment avec son cousin Léopold Pralon (1855-1936), polytechnicien, président de la Société de Denain et d'Anzin, vice-président du Comité des Forges de France, président de l'Union des Industries Métallurgiques et Minières, commandeur de la Légion d’honneur, mais aussi au monde de l’Art avec une famille d’artistes, celle de son beau-frère, les Hamman, voir Edouard Hamman (1819-1888) et Jean Hamman (1883-1974).
Ses deux enfants sont :
- François Javary (1898-1959), polytechnicien, administrateur de sociétés, chevalier de la Légion d’honneur[19] qui épouse la fille de Maurice Quentin (1870-1955), avocat et homme politique, avec qui il aura cinq fils, dont, Hubert Javary (1932-2021), ECP, père de Franck Javary, Manuel Javary (né en 1934), ESSEC, directeur et administrateur de sociétés, président d'association caritative, chevalier de la Légion d’honneur[20], et Cyrille J.-D. Javary (né en 1947), sinologue[10].
- Marthe Javary (1901-1986) qui épouse le Dr Edmond Thin (1892-1976)[10].

La famille Javary, originaire du Vendômois, ancienne province de l’Orléanais, compta plusieurs branches dont est également issu Louis-Pierre Javary (1766-1838).

## Distinctions
- Grand officier de la Légion d'honneur (5 août 1923)[21]
- Croix de guerre 1914–1918 avec citation à l'ordre de l'armée
- Chevalier-commandeur de l'Ordre de l'Empire britannique (KBE)

## Hommages
- Avion (Pas-de-Calais), stade et passage Paul-Émile-Javary
- Laon (Aisne), place et rue Paul-Émile-Javary
- Lille (Nord), rue Javary[22]
- Le Paul-Émile Javary, cargo de la SAGA[23],